# Estação Rennes
Rennes é uma estação da linha 12 do Metrô de Paris, localizada no 6.º arrondissement de Paris.

## Localização
Ela está situada sob o boulevard Raspail, na interseção com a rue de Rennes.

## História
A estação foi aberta em 1910 na linha A (atual linha 12) da Société du chemin de fer électrique souterrain Nord-Sud de Paris (dita Nord-Sud).
Ela foi fechada em 1939 como parte do plano do governo prevendo um serviço reduzido na rede de metrô, o que deixou, por razões de economia, apenas 85 abertas. A maioria reabriu após o conflito, mas oito delas permaneceram fechadas, incluindo Rennes, porque eram pouco frequentadas, e se tornam "estações fantasmas" onde os trens não faziam mais parada. A estação foi finalmente reaberta em 20 de maio de 1968, após 29 anos de fechamento, mas às custas do horário de funcionamento, sempre como medida de economia: fechando às 20 horas na semana, e durante todo o dia aos domingos e feriados. Nesta ocasião, as telhas dos pés-direitos, em péssimo estado de condição dada a falta de manutenção, foram revestidos com um revestimento pintado de branco. Essa peculiaridade desapareceu durante a renovação das plataformas na década de 2000. A pedido dos moradores locais, na segunda-feira 6 de setembro de 2004, seus horários foram alinhados com os de outras estações. Somente a estação Liège na linha 13 manteve os horários de funcionamento específicos, até dezembro de 2006.
Em 2011, 1 307 167 passageiros entraram nesta estação. Ela viu 1 297 127 passageiros em 2013, o que a coloca na 284ª posição das estações de metrô por sua frequência em 302.

## Serviços aos passageiros

### Acesso
A estação tem um acesso e uma saída dando para o terrapleno central do boulevard Raspail, ao norte do cruzamento com a rue de Rennes. Suas entourages são do estilo característico da sociedade do Nord-Sud.

### Plataformas
Rennes é uma estação de configuração padrão: ela possui duas plataformas laterais separadas pelas vias de metrô e a abóbada é semi-elíptica, forma específica das antigas estações do Nord-Sud. A decoração é do estilo usado pela maioria das estações de metrô: as faixas de iluminação são brancas e arredondadas no estilo "Gaudin" da renovação do metrô da década de 2000, e as telhas brancas chanfradas recobrem os pés-direitos, a abóbada, os tímpanos e as saídas dos corredores. Os quadros publicitários são em cerâmicas brancas e o nome da estação é em fonte Parisine em placas esmaltadas. Os assentos são de estilo "Akiko" de cor laranja. A estação é uma das poucas na linha que não reencontrou seu estilo "Nord-Sud" original em sua renovação como parte do programa "Renouveau du métro" da RATP, apenas as instruções registradas em faiança sobre os tímpanos sendo renovadas.

### Intermodalidade
A estação é servida pelas linhas 68, 89, 94, 95 e 96 da rede de ônibus RATP e, à noite, pelas linhas N01, N02, N12 e N13 da rede de ônibus Noctilien.